# Зубцовка

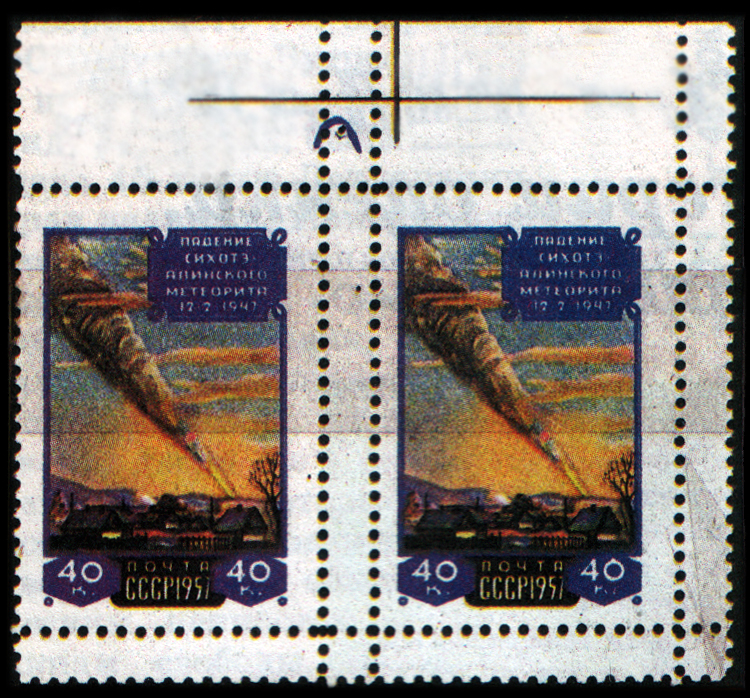
Двойная зубцовка на марке СССР, 1957

Зубцовка — перфорация, наносимая на листы или рулоны почтовых марок перфорационными машинами для облегчения отделения марок друг от друга (края отделённых марок представляют собой ряды зубцов).

## История
Машинку для перфорирования изобрёл в 1848—1851 годах Генри Арчер. Её пробные испытания проводились на листах марок Великобритании «Красный пенни», номиналом в 1 пенни выпуска 1841 года (красно-коричневых на голубоватой бумаге), в 1848 (арчеровская просечка) и в 1850 году (арчеровская зубцовка). Первая машина работала на принципе вращающихся ножей, которые делали надрезы (просечку) в листах. Во второй использовался перфоратор игольчатого типа. Иглы опускались на бумагу и проходили сквозь отверстия, высверленные в металлической плите. Перфорирование производят после гуммирования и печатания марок, а на современных машинах — одновременно с печатанием.
На заре филателии многие коллекционеры считали рисунок главным элементом почтовой марки. На зубцы же они смотрели, как на ненужную роскошь, портившую внешний вид знака почтовой оплаты. Поэтому перфорацию часто обрезали. В декабрьском номере за 1866 год бельгийский филателистический журнал «Le Timbre-Poste» опубликовал статью видного коллекционера доктора Жака Амабля Леграна (псевдоним Магнус Легран) о зубцах на почтовых марках. Автор обращал внимание собирателей на то, что у одинаковых по рисунку марок может быть, в зависимости от года выпуска, разная перфорация. Поэтому её не только не надо обрезать, а, наоборот, стараться коллекционировать марки с неповреждёнными зубцами, чтобы их удобнее было измерять. В этой статье Ж. А. Легран предложил способ измерения зубцовки, который применяется и поныне. Он же в 1880 году изобрёл и специальную линейку для измерения зубцовки — зубцемер.

## Размер зубцовки и форма зубца
Размер зубцовки зависит от диаметра перфорирующих игл, установленных в перфорационных машинах, и определяется количеством зубцов на каждые два погонные сантиметра края марки независимо от её размера. Например, зубцовка 12 обозначает, что на каждые 2 сантиметра края марки приходится 12 зубцов. Различают до 20 различных размеров зубцовки от 7 до 16½ с дробными значениями: 7, 7½, 8, 8½, 9, 9½, 10, 10½ и т. д. до 16½. Для облегчения подсчета зубцов используют специальные зубцемеры.
При одном и том же размере зубцовки диаметр перфорации может быть различным, при этом зубец может быть острым (тонким) или тупым (широким, круглым). Например, почтово-благотворительные марки Российской империи 1914 года при зубцовке 11,5 встречаются с тупыми (диаметр отверстия = 1,1 мм) и острыми (диаметр 1,3 мм) зубцами. Подобные различия встречаются также на марках Голландии и некоторых других стран.

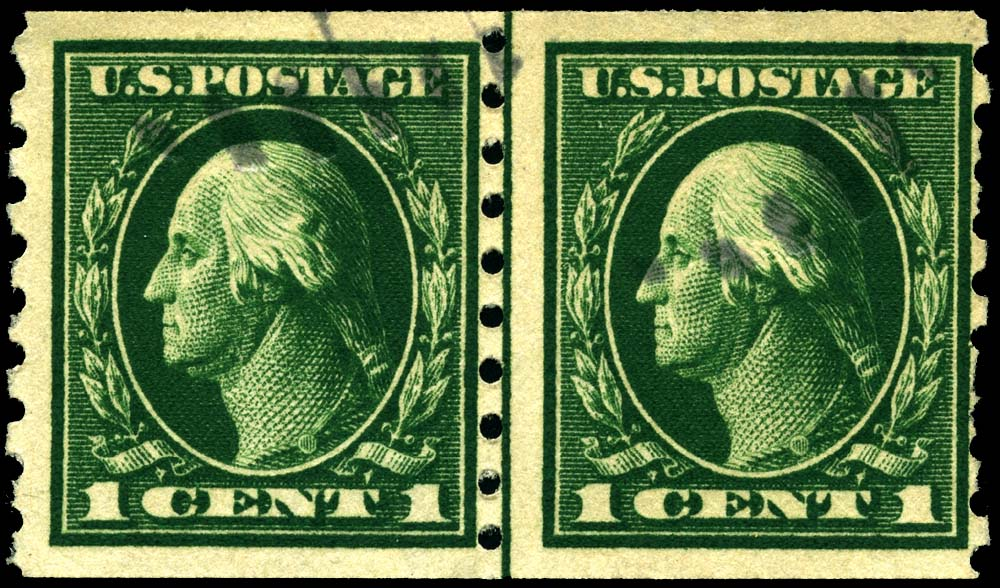
Редкая зубцовка на марках США (1908)

## Классификация
Зубцовка является важной характерной особенностью перфорированных марок и классифицируется по следующим основным признакам:
1. По технологии перфорирования.

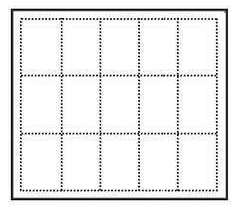
Схема марочного листа с рамочной зубцовкой

- Рамочная зубцовка («рамка») — разновидность зубцовки, при которой горизонтальные и вертикальные ряды марочного листа перфорируются одновременно, а поля листа образуют как бы рамку вокруг марок и остаются непроколотыми. Самой характерной особенностью марок с рамочной зубцовкой является одинаковая и правильная форма всех зубцов марки (чего невозможно добиться при линейной зубцовке). Разновидностью рамочной зубцовки является островная зубцовка, применяемая для выделения одиночных почтовых марок, например, на блоках.

Линейная зубцовка:
а — угловые зубцы;
б — лист марок

- Линейная зубцовка («линейка») — разновидность зубцовки, при которой марочный лист перфорируется ряд за рядом, сначала в одном направлении (горизонтальные ряды марок), а затем — в другом (вертикальные ряды марок). Такой вид зубцовки образует линию перфорации по всей длине (ширине) листа. Таким образом, при линейной зубцовке и поля марочного листа оказываются перфорированными. Марки с линейной зубцовкой отличаются неправильной формой угловых зубцов, образующихся в результате пересечения вертикальной и горизонтальной линий перфорации.

Гребенчатая зубцовка:
а — угловые зубцы;
б — ряды одинарной и двойной гребёнки

- Гребенчатая зубцовка («гребёнка») — разновидность зубцовки, при которой за каждый рабочий ход перфорационной машины одновременно пробивается один ряд марок с трёх сторон каждой марки. Перфорационный аппарат, применяемый для гребенчатой зубцовки, имеет П-образное расположение игл и отверстий и напоминает гребёнку. Вслед за перфорацией верхнего ряда марочного листа последовательно перфорируется каждый следующий ряд марок, замыкая, таким образом, зубцовку четвёртой стороны предыдущего ряда. Характерным признаком гребенчатой зубцовки является наличие проколов на одном или на двух противоположных краях марочного листа за пределами живописного поля. Остальные края марочного листа остаются непроколотыми. Кроме того, у основания гребёнки с обоих концов всегда имеется по одному дополнительному проколу. Если ширина марочного листа меньше размера гребёнки, одна из его боковых сторон оказывается проколотой до конца.

2. По количеству зубцов на каждой стороне марки.

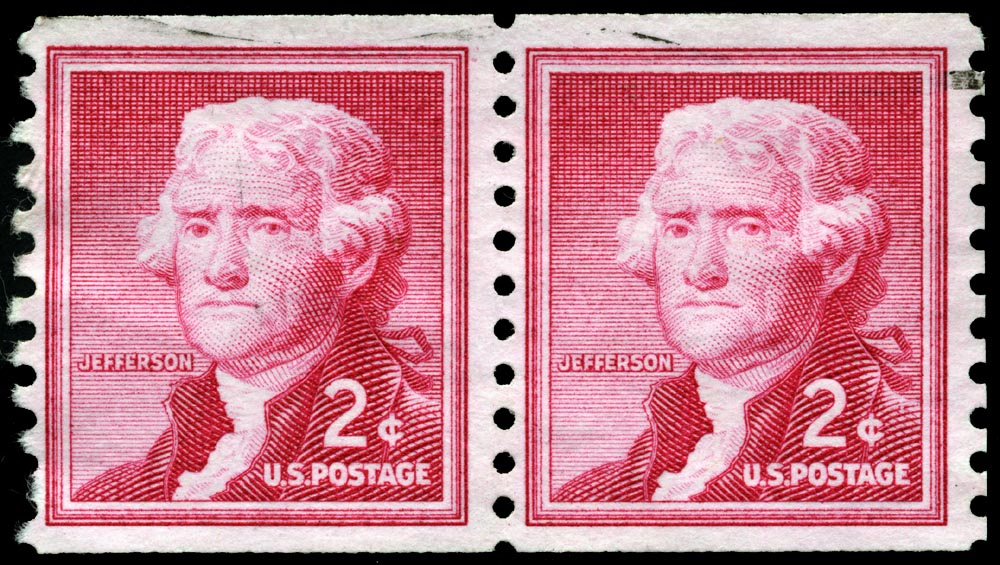
Частичная зубцовка на марке США, 1954 (Sc #1055)

- Простая зубцовка — разновидность зубцовки, при которой все стороны марки, как по горизонтали, так и по вертикали обозначаются одним измерением (например, зубцовка 12½ или зубцовка 11½).
- Комбинированная зубцовка — разновидность зубцовки, характеризующаяся различным размером зубцовки вертикальных и горизонтальных краев марки, например, 12:12½, 12½:12, 14:14½ и т. п. В данном случае зубцовка горизонтальных размеров составляет соответственно 12, 12½, 14, а вертикальных — 12½, 12, 14½. Происхождение комбинированной зубцовки связано с тем, что иногда по производственным причинам приходится производить перфорацию марочных листов не на одной, а на разных машинах, имеющих различное количество игл на 1 погонный сантиметр перфорирующей гребёнки. Для обозначения комбинированной зубцовки указывают оба размера, причём вначале указывается зубцовка верхнего (горизонтального) края марки, а затем правого (вертикального) ряда, то есть по часовой стрелке.
- Сложно-комбинированная зубцовка — разновидность зубцовки, характеризующаяся тем, что две или три стороны марки имеют один размер, а остальные другой. Такая зубцовка является следствием различных производственных причин (вынужденная замена перфорационного аппарата, необходимость перфорации одного ряда на другой машине и др. Сложно-комбинированную зубцовку принято обозначать всеми четырьмя измерениями по часовой стрелке: верх, правый край, низ, левый край (например, 14:14:11:14).

3. По направлению линий зубцовки.
- Частичная зубцовка — неполная перфорация всех сторон почтовой марки[3]. Марки с частичной зубцовкой выпускаются Швецией, США, Нидерландами и имеют перфорацию лишь с двух параллельных сторон[3]. Они изготовляются для продажи с помощью специальных автоматов — в небольших «тетрадочках» (тикетах) или рулонах[3]. Интересный пример частичной зубцовки чисто оформительского характера — перфорация по площади почтовой марки СССР 1966 года, посвящённой 10-летию советских исследований в Антарктике  (ЦФА [АО «Марка»] № 3361)[3].
- Двойная зубцовка — изредка применяемый способ линейной перфорации, при котором наряду с основной линией зубцовки по марочному полю производится вторая линия перфорации. Обычно двойная зубцовка вызывается условиями размещения марок на марочном листе. Например, если марки размещаются на марочном листе свободно и поля между марками становятся чрезмерно большими, делается двойная перфорация для обеспечения нормальных по размеру полей марки. Примером марок с двойной зубцовкой могут служить марки СССР «Падение Сихотэ-Алиньского метеорита», 1957 (ЦФА [АО «Марка»] № 2097); «Слава КПСС! XXII съезд КПСС», 1961 (ЦФА [АО «Марка»] № 2624—2625).
- Синкопированная зубцовка — особый вид неполной перфорации с симметричными вырезами по одному или более на каждой стороне марки вместо 2—4 зубцов. С 1990-х годов применяется как декоративный элемент полиграфического оформления некоторых серий марок многих стран мира (Великобритания, Польша, КНР и проч.).

## Брак зубцовки

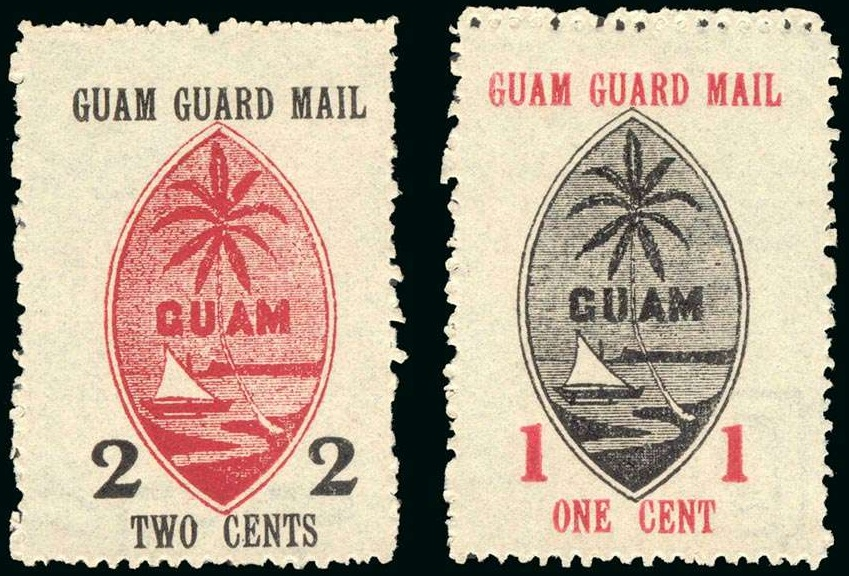
Слепая зубцовка на марках местной почты Гуама (1930)

- «Диамантная», или «бриллиантовая», зубцовка — очень мелкая зубцовка, образующаяся вследствие случайного вторичного перфорирования листа. Иглы перфорирующей машины при вторичном перфорировании чаще всего не попадают в ранее сделанные отверстия, поэтому зубцы у таких марок получаются тонкие, как бы обтрёпанные. Марки с такой зубцовкой редко выходят за пределы полиграфического предприятия, так как в процессе контроля дефект легко обнаруживается и бракованный лист изымается.
- Сдвиг перфорации — возникает в результате неправильной подачи типографского листа в перфорационную машину или неотрегулированности её хода. Различают вертикальные и горизонтальные сдвиги. Значительный сдвиг перфорации встречается у марок России образца 1908 года, изготовлявшихся в 1917—1921 годах.
- «Слепая» зубцовка — возникает в результате поломки одной или нескольких игл или одновременной подаче в перфорирующий аппарат чрезмерного количества листов. Это ведёт либо к пропускам зубцов, либо к тому, что отдельные отверстия не пробиты насквозь, а только намечены, вдавлены.
- «Сумасшедшая» зубцовка также возникает в результате неправильной подачи типографского листа в перфорационную машину (порой повторной, после нормального перфорирования). В этом случае лист перфорируется по диагонали под непрямым углом и делит марки на неправильные части.

## Фальсификация зубцовки
- Превращение марки с зубцами в беззубцовую посредством среза зубцов, подклейки и спрессования полей.
- Использование марок, вырезанных из блоков и цельных вещей в качестве беззубцовых.
- Перезубцевание: изготовление марок с просечкой из беззубцовых марок, изменение размера зубцовки с целью имитации более редкой разновидности, а также изготовление новой зубцовки взамен повреждённой (ведёт к уменьшению размера марки).

## Интересные факты
Известны случаи, когда зубцовку некоторых марок делали на швейной машине. Так, например, в Российской империи «один экономист с морской душой», умевший работать на швейной машинке, производил с её помощью зубцовку некоторых земских марок.